# Carrer de Gentildones (Tortosa)
El carrer de Gentildones és un carrer del barri de Remolins, a Tortosa (Baix Ebre), inclòs a l'Inventari del Patrimoni Arquitectònic de Catalunya.

## Descripció
És un carrer estret d'uns 2 m a la part més ampla, que connecta el carrer de Vilanova amb la plaça de la Immaculada. El primer tram, del carrer de Vilanova al de la Font de la Salut, és recte i més ample. El segon tram, fins a la plaça, és irregular i molt estret, i hi donen només parts posteriors de cases. En general totes les cases mantenen l'aparença original, fins i tot a les façanes, emblanquinades i amb petits arcs de maó a les obertures. Solen tenir dos o tres pisos, normalment amb un petit terrat davant la teulada, i si no en tenen, deixen sobresortir petits voladissos amb els caps de les bigues (núm. 19-21). La casa del costat de la 21, amb porta principal al carrer Major, presenta la típica sortida posterior mitjançant un petit pati, i permet veure també el tipus de mur de separació d'habitatge, amb maó de pla als pilars de reforç, i de cantell als forjats.

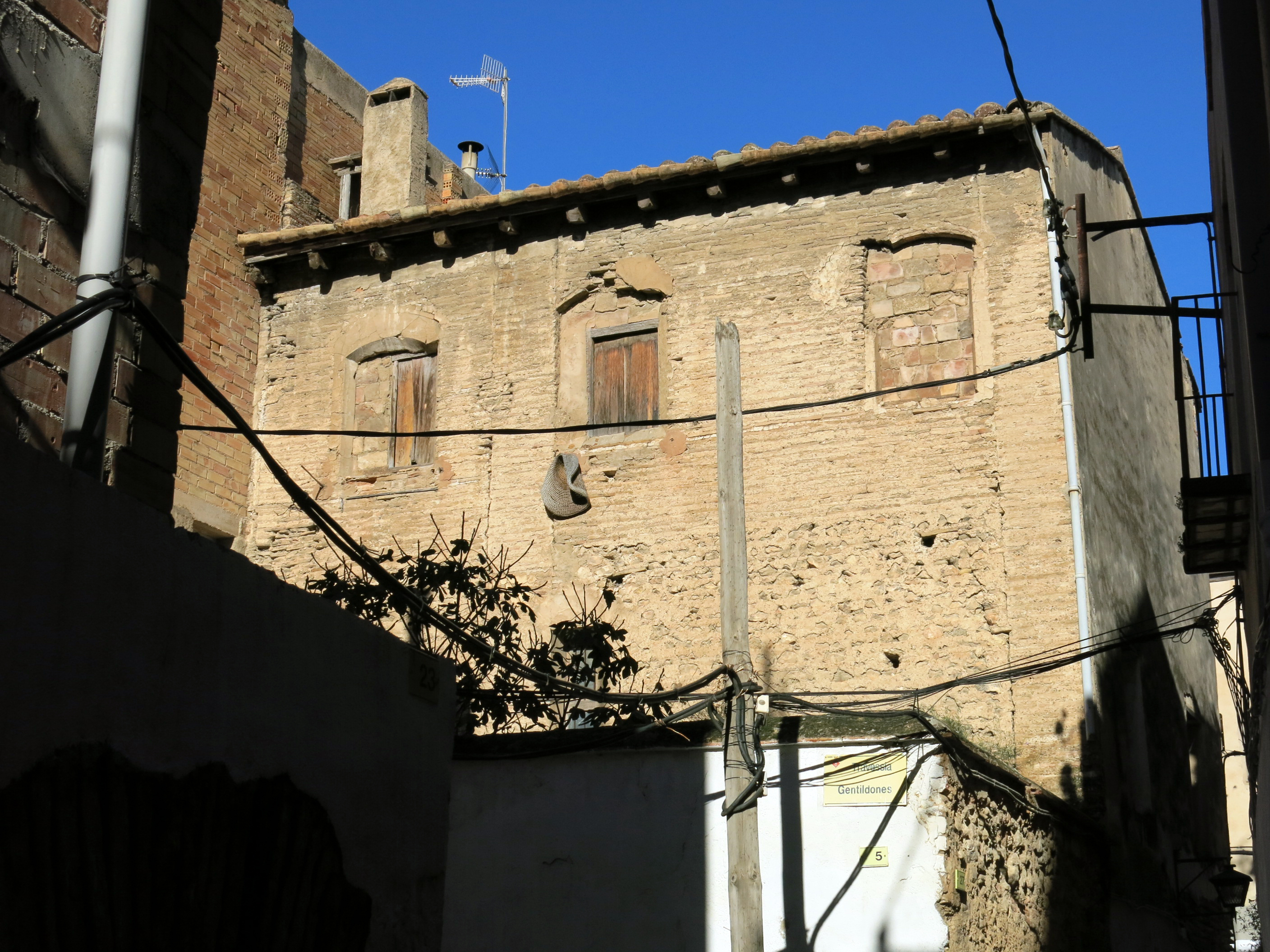
Antiga construcció a la cantonada amb la travessia de Gentildones

## Història
Es tracta d'un dels carrers que millor conserva l'aparença tradicional de l'edat mitjana fins a començament del segle xx. Forma part de l'antic barri jueu.